# Le Planois
Le Planois is een gemeente in het Franse departement Saône-et-Loire (regio Bourgogne-Franche-Comté) en telt 104 inwoners (2009). De plaats maakt deel uit van het arrondissement Louhans.

## Geografie
De oppervlakte van Le Planois bedraagt 5,2 km², de bevolkingsdichtheid is dus 20 inwoners per km².
De onderstaande kaart toont de ligging van Le Planois met de belangrijkste infrastructuur en aangrenzende gemeenten.

## Demografie
Onderstaande figuur toont het verloop van het inwonertal (bron: INSEE-tellingen).